# Humberto Díaz Casanueva
Humberto Díaz-Casanueva (Santiago, 8 de diciembre de 1906-Santiago, 22 de octubre de 1992) fue un poeta, diplomático y profesor chileno. Obtuvo el Premio Nacional de Literatura en 1971.

## Biografía
Su infancia se desarrolla en el seno de una familia de clase media cristiana, a pesar de que su madre pertenecía a una de las familias más prestigiosas del país. 
En 1914 entró a estudiar al Liceo de Aplicación, luego estudió en la Escuela Normal Superior José Abelardo Núñez, donde obtuvo el título de maestro, en 1924, al cumplir 17 años de edad.
A principios de la década del '20, al iniciar tímidamente, su vida literaria, Díaz Casanueva se contacta, ya, con Vicente Huidobro, Gabriela Mistral y Pablo Neruda. En esos mismos años, trabaría amistad también con el poeta Rosamel del Valle de quien será amigo hasta la muerte de este, en 1965. Su primera obra El aventurero de Saba fue publicada en 1926, mientras es un gremialista activo que participa en la lucha sindical de los maestros en Santiago de Chile, exigiendo una enmienda educacional.
En 1928, bajo la dictadura del general Carlos Ibáñez del Campo, tiene que abandonar el país camino del exilio.  
En 1938 formó parte de la misión universitaria chilena contratada para extender los programas del Instituto Pedagógico de Caracas. Vicente Gerbasi y el Grupo Viernes le acogieron fraternalmente, lo mismo que Antonia Palacios y Carlos Frías. En la capital venezolana escribió El blasfemo coronado y La aparición  publicada en 1984. 
Durante el gobierno del presidente Salvador Allende (1970-1973), Díaz Casanueva fue embajador de Chile ante la ONU. Posteriormente será miembro de número de la Academia Chilena de la Lengua hasta su muerte, ocurrida en Santiago en 1992.
Durante toda su vida estuvo comprometido con la defensa de los Derechos Humanos y contra la segregación racial.

## Obra
- El aventurero de Saba, Imprenta Ultra, Santiago, 1926
- Vigilia por dentro, Nascimento, Santiago, 1931
- El blasfemo coronado, Ediciones Intemperie, Santiago, 1940
- Réquiem, Ediciones Cuadernos Americanos, México, 1945
- La estatua de sal, Nascimento, Santiago, 1947
- La hija vertiginosa, Nascimento, Santiago, 1954
- Los penitenciales,  Caruccci Editore, Roma, 1960
- El sol ciego. Santiago de Chile. Ediciones del Grupo Fuego. 1966.
- Sol de lenguas, Nascimento, Santiago, 1970
- Antología poética,  Editorial Universitaria, Santiago, 1970.
- El hierro y el hilo. Oasis Publication. Toronto. 1980
- Los veredictos. Cuadernos de poesía y prosa de América y España N.º 1 Ed. El Maitén. Nueva York. 1981
- El pájaro dunga. Editorial Oasis. México, 1982.
- El traspaso de la Antorcha. Araucaria. 1982.
- La aparición. Editorial Plural. Caracas, Venezuela. 1984.
- El niño de Robben Island. Ediciones Manieristas. Santiago de Chile. 1985.
- Trinos (trenos) del pájaro Dunga, Universitaria, Santiago, 1985
- Obra poética, Biblioteca Ayacucho, Caracas, 1988
- Vox tatuada, Universitaria, Santiago, 1991
- Medusa y otros textos inéditos (póstumo) Editorial Cuarto Propio. Chile. 2006.

## Premios
- Premio Nacional de Literatura 1971
- Premio Municipal de Literatura de Santiago 1992 por Vox tatuada